# Rafael Calzada
Rafael Calzada is een plaats in het Argentijnse bestuurlijke gebied Almirante Brown in de provincie Buenos Aires. De plaats telt 56.419 inwoners.

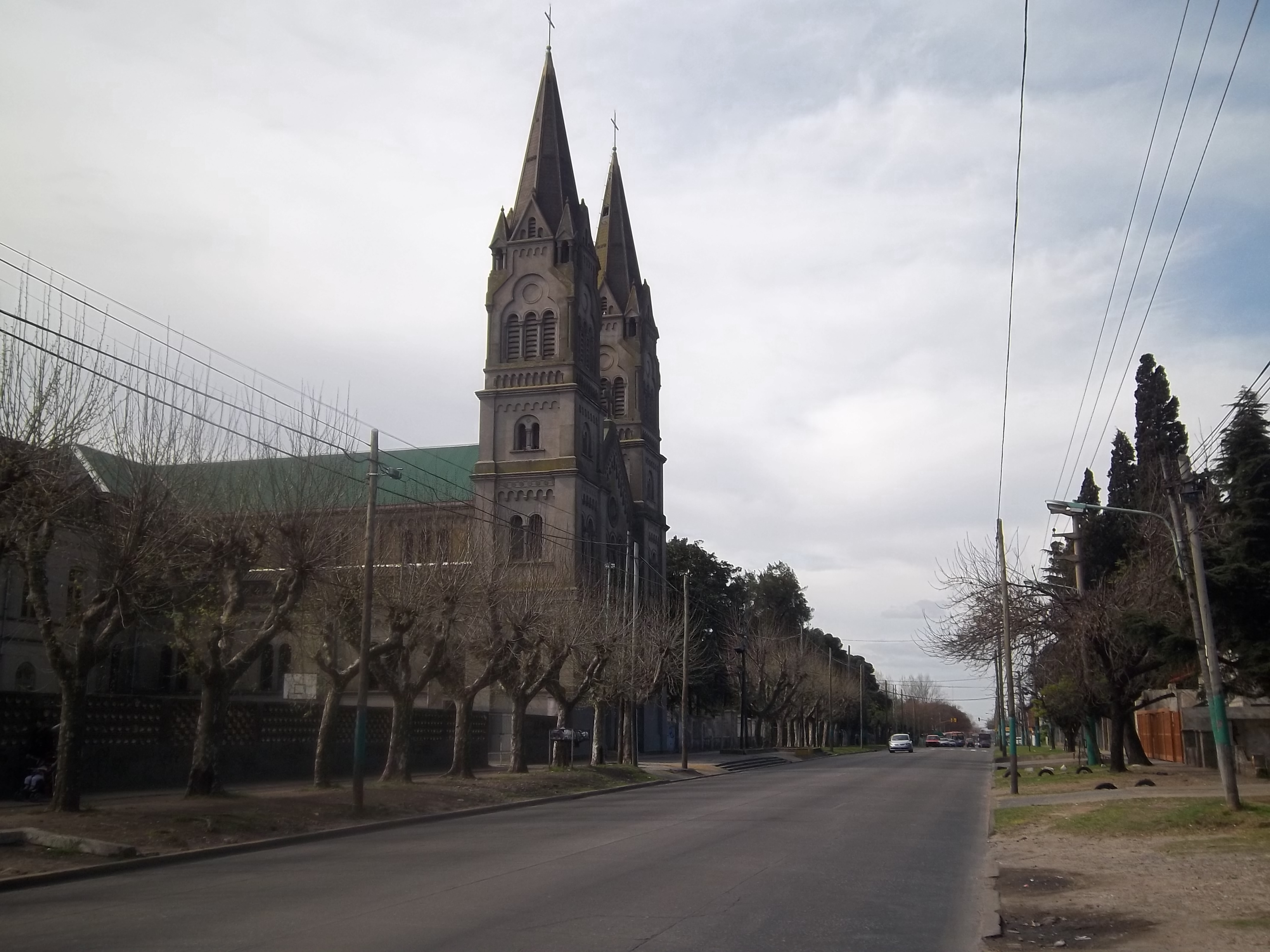
De kerk van de Heilige Drievuldigheid in Rafael Calzada

## Geboren
- Nicolás Tagliafico (1992), voetballer